# 鑼洋科技
鑼洋科技（英語：ETANSI Inc.），為台灣一家提供表面裝飾解決方案的公司，其前身為位於美國矽谷的電子紙技術提供商鑼洤科技(Sipix Technology Inc.)，研發種子團隊來自於拍立得與柯達公司。2003年，鑼洤將電子紙薄膜技術移轉回台灣，並於2005年成立鑼洋科技。2008年，鑼洋科技自鑼洤科技獨立出來，專注於研發、製造高科技表面裝飾薄膜技術（包含模內轉印IMR技術），不論是各類消費電子產品、汽車內部裝飾件或高級家用電器面板，都能將此技術應用於其上。
鑼洋科技的dECO解決方案，來自decoration+ECO-friendly的概念，稱之為環境親和性表面裝飾，針對塑膠與金屬產品提供較傳統噴塗更環保且兼具美感的表面裝飾技術。
其中，為塑膠產品達到各式表面裝飾效果的IMR（模內轉印；In-Mold Decoration by Roller）技術，除了能夠替代傳統二次噴漆加工所造成的人力成本增加與對環境的污染之外，還能達到全自動大量生產。最新的IMR技術已能在塑膠表面實現霧面、金屬、珠光、皮革等多元外觀效果，甚至凹凸深淺的立體觸感。NB品牌與代工大廠包括宏碁、聯想、惠普、東芝、仁寶、廣達等，都已經開始大量採用IMR技術。

## 外部連結
鑼洋科技股份有限公司 （页面存档备份，存于）